# Astenosferă
Astenosfera (din Greacă asthenēs=slab și sferă) reprezintă învelișul de sub litosferă, în care materia se află în apropierea limitei dintre solid și lichid, stare cunoscută și sub denumirea de "solidus". Este plasată la adâncimi cuprinse între 150 și 400-900 km. În interiorul ei se formează curenții de convecție.